# Хрисанф (Коноплёв)
Епи́скоп Хриса́нф (в миру Серге́й Миха́йлович Коноплёв; род. 16 апреля 1962, Алма-Ата) — архиерей Русской православной церкви, епископ Чимкентский и Туркестанский (с 2022).

## Биография
В 1979 году окончил среднюю школу № 63. В 1984 года окончил Алма-Атинское музыкальное училище им. П. И. Чайковского по специальности преподаватель детской музыкальной школы. С 1984 по 1996 год работал в отделе музыкальных ансамблей Алма-Аты.
С 1993 по 1996 год нёс различные послушания в Никольском соборе Алма-Аты, в том числе — послушание чтеца..
22 мая 1996 года был рукоположен в сан диакона архиепископом Алматинским и Семипалатинским Алексием (Кутеповым). С 3 июня 1996 по 20 января 1998 — клирик Никольского собора города Алматы.
В 1997 году окончил в Алматинское епархиальное духовное училище.
20 января 1998 года в Вознесенском соборе горда Алма-Аты рукоположен в сан священника тем же архиереем и назначен настоятелем Адриано-Натальинского храма посёлка Отеген-Батыр (Энергетический) Алматинской области. 25 марта 2003 года назначен благочинным Отеген-Батырского церковного округа. В 2005 году возведён в сан протоиерея.
В 2006 году окончил в Московскую духовную семинарию, в 2011 году — Московскую духовную академию (заочное отделение).
С 2006 года преподавал историю Русской православной церкви в Алма-Атинском духовном училище, с 2011 года — в Алма-Атинской духовной семинарии.
26 октября 2011 года указом митрополита Астанайского и Казахстанского Александра назначен ответственным за духовное окормление заключённых исправительных учреждений по городу Алма-Аты и Алматинской области.
1 августа 2012 года назначен преподавателем предмета «Практическое руководство для пастырей» Алма-Атинской духовной семинарии.
12 декабря 2015 года назначен членом епархиального совета Астанайской епархии.
23 февраля 2017 года назначен председателем Синодальной комиссии Казахстанского митрополичьего округа по тюремному служению.
1 августа 2017 года назначен преподавателем Алма-Атинской духовной семинарии по предмету «Гомилетика».
1 апреля 2021 года в Софийском соборе Иверско-Серафимовского монастыря Алма-Аты пострижен в монашество митрополитом Астанайским и Казахстанским Александром (Могилёвым) с именем Хрисанф в честь мученика Хрисанфа Римского.
1 ноября 2021 года указом митрополита Астанайского и Казахстанского Александра назначен на должность наместника главы Казахстанского Митрополичьего округа в Чимкентской епархии.
15 декабря 2021 года назначен настоятелем Никольского кафедрального собора города Чимкента.
13 октября 2022 года Решением Священного Синода Русской православной церкви избран епископом Чимкентским и Туркестанским.
22 октября 2022 года в Вознесенском кафедральном соборе г. Алма-Аты митрополитом Александром (Могилёвым) возведён в сан архимандрита.
5 ноября 2022 года в Тронном зале кафедрального соборного Храма Христа Спасителя в Москве наречён во епископа Чимкентского и Туркестанского.
2 декабря 2022 года в кафедральном соборном Храме Христа Спасителя города Москвы был хиротонисан во епископа Чимкентского и Туркестанского. Хиротонию совершили: Патриарх Кирилл, митрополит Астанайский и Казахстанский Александр (Могилёв), митрополит Воскресенский Дионисий (Порубай), митрополит Тверской и Кашинский Амвросий (Ермаков), архиепископ Карагандинский и Шахтинский Севастиан (Осокин), архиепископ Егорьевский Матфей (Копылов), епископ Верейский Пантелеимон (Шатов), епископ Зарайский Константин (Островский), епископ Павлово-Посадский Силуан (Вьюров), епископ Одинцовский и Красногорский Фома (Мосолов), епископ Сергиево-Посадский и Дмитровский Фома (Демчук), епископ Зеленоградский Савва (Тутунов), епископ Звенигородский Кирилл (Зинковский).